# Juan Zorrilla de San Martín

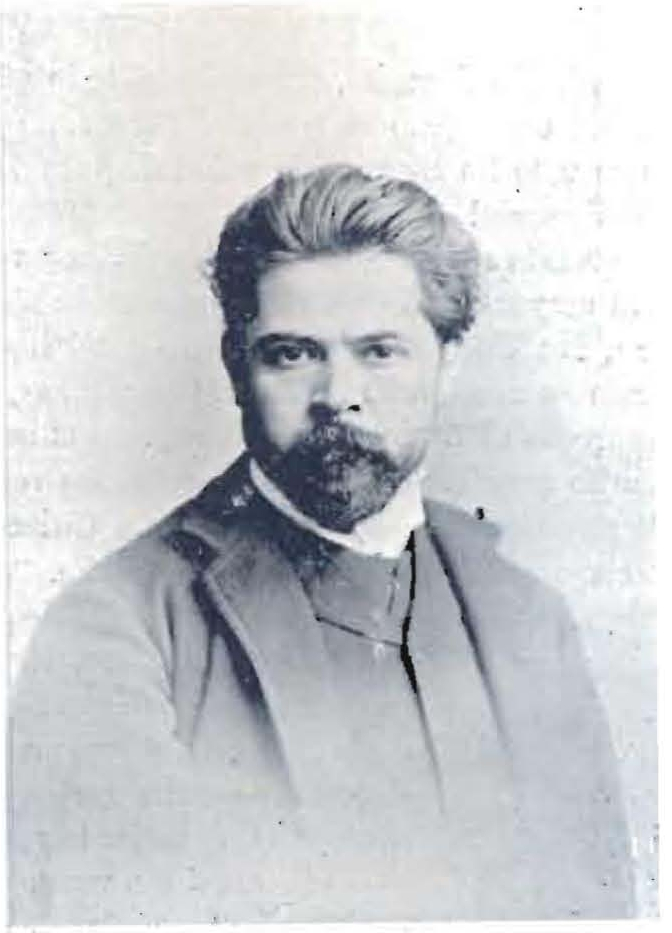
Juan Zorrilla de San Martín.

Juan Zorrilla de San Martín, född den 28 december 1855 i Montevideo, död där den 3 november 1931, var en uruguayansk skald. Han var far till skulptören José Luis Zorrilla de San Martín.
Zorrilla de San Martín debuterade med en samling poem, Notas de un Himno, och skrev sedan ett epos, som anses vara den uruguayanska litteraturens yppersta verk, nämligen Tabaré (6 sånger i 4 500 versrader), som skildrar en indians tragiska kärleksöde. Då ett monument restes till firandet av Uruguays oberoende, skrev Zorrilla de San Martín odet La legenda patria. Resultatet av en diplomatisk mission till Frankrike och Spanien föreligger i Zorrilla de San Martíns Resonancias del camino. Av hans övriga arbeten förtjänar Conferencias y discursos, och Huerto cerrado, innehållande diverse artiklar, att nämnas. 